# Секс магазин
„Секс шоп“ или още „еротичен магазин“ е магазин, в който се продават продукти, свързани със сексуалните или еротични забавления при възрастните – такива като секс играчки, дамско бельо, облекла, порнография и други различни продукти. Евфемизмът „магазин за видео за възрастни“ или „книжарница за възрастни“ са често използвани като заместителни думи за секс шоп, в който се продават порнографски филми, книги и списания.
Първият в света секс шоп е отворил врати през 1962 г. от „Beate Uhse AG“ във Фленсбърг, Западна Германия. Секс шопове днес могат да бъдат намерени в много страни. Много от тях също търгуват и чрез интернет. Секс шоповете са част от сексуалната индустрия. В компетентността си на такива те са регулирани от закони, достъпът до тях е позволен само от пълнолетни лица (възрастта зависи от местния закон). Някои юрисдикции забраняват секс шоповете и стоката, която те продават – например много мюсюлмански държави, както и някои щати от САЩ. В тези юрисдикции, в които те са разрешени, също така може и да има шоу порнографски филми в частни видео кабинки или частни стриптийз клубове. Тук се включват и филмовите театрални филми.
Близо до границата между държавите с различни закони по отношение на този тип магазини секс шопове, които са откъм по-либераната страна на границата, са склонни да привлекат клиенти в тяхната собствена страна и тяхното „задържане“ е напълно легално, толерирано.

## Обединено кралство
Video Recordings Act 2010 препоръчва секс шоповете в Обединеното кралство, които продават R18 филми, след 22 януари 2010 г. да бъдат лицензирани. Лицензирането на един секс шоп се ръководи от Списък 3, изготвен от местното самоуправление през 1982 г. Обикновените секс шопове не са длъжни да получат лиценз, например защото властта налага високи такси. Резултатът е два отделни типа еротични магазина: магазини като Ан Съмърс, които предлагат дамско бельо и ограничен избор от секс играчки; и лицензирани секс шопове, които специализират в доставките на порнография.
Почти на всички лицензирани магазини за възрастни в Обединеното Кралство им е забранено да излагат на витрините на магазините си своите изделия, което най-често означава покрити с постери предни витрини. Предупредителен знак трябва ясно да бъде посочен на входа на магазина. Не трябва никакви секс артикули (например порнография или секс играчни) да бъдат видими от улицата. И все пак – дамско бельо, корици на материали за възрастни, които не са по никакъв начин обида, и т.н. могат да бъдат показвани в зависимост от условията на лиценза, даден от местната власт. Абсолютно забранено е за лица под 18-годишна възраст.
Веригата магазини на Ан съмърс от секс магазини за дамско бельо и секс играчки през 2003 г. печели правото да рекламира за продавач-консултанти в центрове за работа, които бяха първоначално забранени. Повишаващото се одобрение на секс шоповете също така може да разглежда и в английската северозападна верига магазини Nice 'n' Naughty, която стана първата компания, спечелила наградата за инвеститор в хората.
През 2007 г. на секс шоп в Северна Ирландия му бе отказан лиценз от съвета в Белфаст. Магазинът обжалва и спечели, но бива преобърнат от Камарата на лордовете.
В Лондон има няколко квартала, в които има лицензирани секс шопове. Сохо има 15 лицензирани магазина и няколко нелицензирани. В Ислингтън има и секс бизнеса (поне 3 лицензирани магазина – Частно, Свят за възрастни и Оригинални Сохо книги, както и 3 порнографски кина и дузина салони за масаж/стриптийз клубове, концентрирани в Caledonian Road). В района на Ийстън съществуват старомодни секс магазини, най-много са на улица Евършолт. В началото на 90-те лондонският съвет на Hackney се стреми да затвори женския Търговския еротичен център „Sh!“ (поради липсата на лиценз). „Sh!“ и съветът влязоха в съда, впоследствие центърът спечели правото да остане отворен, тъй като не е имало достатъчно основания за неговото закриване.
Съществуват също така и много онлайн секс магазини, които продават разнообразие за възрастни – играчки, фетиш облекла и други. Тези типове магазини са често предпочитани от клиентите, тъй като разходите са по-малко и могат да бъдат разглеждани в комфортната обстановка на дома. Тяхната дискретност е също така привлекателна за някои.
В Шотландия секс шоповете са регулирани от Гражданското правителство в Шотландия през 1982 г.

## САЩ
В Щатите серия от решения на Върховния съд пред 60-те години на 20 век (базирани на Първата поправка от Конституцията на САЩ) легализираха секс шоповете, като все още позволява щатите и местните юрисдикции да ги ограничават чрез зониране. През 80-те години на същия век близо всички американски секс шопове бяха ориентирани почки изцяло към мъжкия поток клиенти. Много от тях включват кабини за гледане на порнографски филмови примки (по-късно видео). Почти всички те са били проектирани, за да може клиентите да не бъдат забелязвани от улицата. Те заключват прозорците, а вратите често включват L-образна форма, за да може хората от улицата да не могат да виждат какво се случва вътре. Докато тази форма на магазини продължава да съществува, от края на 70-те години на 20 век се забелязва еволюция в индустрията. Два нови типа магазина се появиха в този период – и двата често (макар и не винаги, особено не в по-социално консервативните общества) са по-отворени към улицата и са по-гостоприемни към жените, отколкото по-старите магазини.
От една страна съществуват магазини, които наподобяват британските магазини на Ан Съмърс, с тенденция към „по-меки“ продуктови линии. От друга страна има магазини, които са се развили специално от по-позитивните култури като Good Vibrations на Сан Франциско, Сиатълските играчки в Бейбланд, Фантазиите на Джулиан или Моите пикантни съкровища на Дентон, ТХ. Последният клас магазини са склонни да бъдат съзнателно ориентирани към обществения бизнес, спонсорирайки серии лекции и активно участва в здравословните проблеми, свързани със секса, и т.н. Те също често предлагат играчки, които са произведени на базата на занаят, а не на принципа масово производство.
90-те години също така видяха раждането на секс „супермагазини“, някои от тях с площ над 930 m².

## Канада
Първият секс шоп в Северна Америка е „Градината“. Той е отворен през октомври 1971 г. от Ивор Саргент, на шикозната улица Creascent, в центъра на града Монреал, Квебек. „Градината“ комбинира основната концепция на Beate Uhse (Германия) и Ан Съмърс (Великобритания) с канадския обрат, за да направи удобен и привлекателен магазин за г-н и г-жа Джо и да им напомни, че индивидуалният сексуален живот трябва да бъде винаги веселба. Отварянето на магазина привлича дълги опашки любопитни купувачи – мъже, жени и двойки и е забелязано от New York Times, Women`s Wear Daily (САЩ), списание Playboy, The Financial Post (Канада), списание Weekend (Канада). Palm Beach Post коментира: „Както въпросът за кокошката и яйцето, никой няма правилен и еднозначен отговор на въпроса кое се е появило първо – секс бутикът или т.нар. Сексуална революция.“. Преобладаващите табута за секса и по-ревностните власти постигнаха прогрес, труден за „Градината“. Но сега стотици секс бутици процъфтяват в страната и партитата със секс играчки, моделирани след партитата тип Tupperware, са се превърнали в най-новата ярост, илюстрирайки огромната промяна в обществените нагласи от 1971 г. Няма конкретни закони срещу използването или купуването на секс играчки на практика на всякаква възраст, въпреки че все още има закони за порнографията. Само 18-годишен или по-възрастен човек може да си купи или гледа порнография, въпреки че възрастта за съгласие е само 16. Повечето днешни магазини, такива като Стаг Шоп, имат видео за възрастни, което означава, че повечето секс играчки остават стриктно в ръцете на възрастните.

## Италия
Първият секс шоп в Италия отваря врати в Милано от Маша Ангела и нейния съпруг Еркол Сабатини. Това е първият „официален“ секс шоп. Оттогава Италия е претъпкана и пренаселена от секс магазини, най-вече в Рим – познат като Sex Shop Citta`di Milano. Този магазин среща съпротива в лицето на консервативната част от италианската общност, дори бил затварян няколко пъти от полицията. Неговото създаване бележи повратна точка в морала и нравите на италианците. И все пак днес много повече секс шопове са отворени в страната.

## Япония
В Япония секс магазините съдържат списания хентай, видео за възрастни и DVD-та.

## Сингапур
Секс шоповете са изключителна рядкост в Сингапур. Тези магазини основно продават дамско бельо и различни секс играчки.

## България
Първият секс шоп в България е отворен през 1991 г. Магазините предлагат разнообразие от секс продукти, популярни в целия свят. С течение на годините, доста от хората вече са „пречупили“ задръжките си и са загърбили притесненията си. Все повече клиенти посещават еротичните магазини или си поръчват артикули онлайн. На българския пазар от доста години могат да бъдат открити продукти на водещите световни производители в бранша като: Lelo, Zini, Doc Johnson, Pjur, Toy Joy, X Fun и много други.

## Австралия
Секс магазините в Австралия съществуват още от 60-те години на 20 век първоначално в градските райони на Сидни, а именно – Кингс Крос. Секс шоповете в Австралия са регламентирани от държавните закони и са предмет на местния контрол за планиране. В Южен Уелс секс шоповете са длъжни да търгуват със своите стоки над или под земята, но не и в уличните магазини в града.